# Cal Benet
|  | Per a altres significats, vegeu «Cal Benet (Castell de Mur)». |

Cal Benet és una casa al nucli de Borredà (Berguedà) inclosa en l'Inventari del Patrimoni Arquitectònic de Catalunya. La casa fou construïda entre 1640 i 1671 per la família Cirera, una branca procedent de la gran masia amb el mateix nom, de Sant Sadurní de Rotgers. Els Cirera eren paraires i durant el s. XVII i XVIII eren membres destacats del gremi de paraires i teixidors de Borredà, fundat el 1669 per l'abat de Ripoll. Els Cirera també foren batlles i regidors de la vila en diverses ocasions, així com membres destacats de la confraria de Sant Joan.
Edifici entre mitgeres estructurat en planta baixa i tres pisos superiors amb coberta de teula àrab. El parament és de petites pedres disposades en fileres i unides amb morter. L'entrada és un arc de mig punt adovellat de grans dimensions. Les obertures superiors estan disposades de forma més o menys ordenada i totes tenen llindes monolítiques deixades a la vista.

## Història
1. 1 2  «Cal Benet». Inventari del Patrimoni Arquitectònic de Catalunya.   Direcció General del Patrimoni Cultural de la Generalitat de Catalunya. [Consulta: 28 setembre 2015].